# Prêmios recebidos pela Unidos de Padre Miguel
A lista de prêmios recebidos pela Unidos de Padre Miguel reúne as premiações extraoficiais e as condecorações recebidas pelo Grêmio Recreativo Escola de Samba Unidos de Padre Miguel. A agremiação foi fundada no dia 12 de novembro de 1957, no bloco da Rua D, em Vila Vintém, no bairro de Padre Miguel, na Zona Oeste do Rio de Janeiro. Tendo como símbolo o Boi Vermelho, a escola foi criada como uma das representantes da Zona Rural do Rio, tornando-se campeã em seu primeiro desfile na Praça XI, no carnaval de 1959, quando adquiriu o direito de se apresentar entre as grandes escolas em 1960. Suas cores são o vermelho e branco em homenagem a Guilherme da Silveira Filho, dono da Fábrica de Tecidos Bangu que, na época, doava os tecidos utilizados nos desfiles da escola. Em 2022, a escola foi declarada patrimônio cultural de natureza imaterial do Estado do Rio de Janeiro. A Unidos de Padre Miguel é vencedora de diversas premiações, como Estandarte de Ouro (O Globo), considerado o "óscar do carnaval carioca"; Troféu Tupi (Super Rádio Tupi); S@mba-Net; Estrela do Carnaval; Prêmio SRzd; entre outras. 

## Estandarte de Ouro
O Estandarte de Ouro é o mais antigo e importante prêmio extraoficial do carnaval do Rio de Janeiro, sendo conhecido como "Óscar do samba" ou "Óscar do carnaval", numa referência ao Óscar. Sua primeira edição foi realizada em 1972. É organizado e oferecido pelos jornais O Globo e Extra. Contempla a primeira e a segunda divisão do carnaval. Os vencedores são escolhidos por um júri formado por jornalistas, repórteres e colunistas do Jornal O Globo, da Rede Globo e da Rádio Globo; além de artistas ligados à música e às artes.

### Prêmios por categoria
| Categoria                 | Total | Ano        |
| ------------------------- | ----- | ---------- |
| Melhor escola (Acesso)    | 2     | 2015, 2017 |
| Samba-enredo (Acesso)     | 1     | 2017       |
| Total até 2025: 3 prêmios |       |            |

### Relação completa
| Ano  | Categoria premiada                                   | C | Referência |
| ---- | ---------------------------------------------------- | - | ---------- |
| 2015 | Melhor escola da Série A                             | 1 | [ 7 ]      |
| 2017 | Melhor escola da Série A                             | 2 | [ 8 ]      |
| 2017 | Samba-enredo da Série A ("Ossain - O Poder da Cura") | 3 | [ 8 ]      |

## Estrela do Carnaval
Estrela do Carnaval é uma premiação organizada e concedida pelo site Carnavalesco à primeira e segunda divisões do carnaval carioca. Sua primeira edição foi realizada em 2008. Até 2011 foi realizada em parceria com o site SRZD. Os premiados são escolhidos por jornalistas, comentaristas, radialistas e fotógrafos que fazem a cobertura dos desfiles das escolas de samba.
| Ano  | Categoria premiada                                                 | C  | Referência |
| ---- | ------------------------------------------------------------------ | -- | ---------- |
| 2014 | Ala de baianas                                                     | 1  | [ 10 ]     |
| 2014 | Conjunto de alegorias e fantasias                                  | 2  | [ 10 ]     |
| 2015 | Desfile do ano                                                     | 3  | [ 11 ]     |
| 2015 | Intérprete (Marquinho Art'Samba)                                   | 4  | [ 11 ]     |
| 2015 | Ala de baianas                                                     | 5  | [ 11 ]     |
| 2016 | Conjunto de alegorias e fantasias                                  | 6  | [ 12 ]     |
| 2017 | Samba-enredo ("Ossain - O Poder da Cura")                          | 7  | [ 13 ]     |
| 2017 | Conjunto de alegorias e fantasias                                  | 8  | [ 13 ]     |
| 2017 | Ala de baianas                                                     | 9  | [ 13 ]     |
| 2018 | Desfile do ano                                                     | 10 | [ 14 ]     |
| 2018 | Samba-enredo ("O Eldorado Submerso: Delírio Tupi-Parintintin")     | 11 | [ 14 ]     |
| 2018 | Conjunto de alegorias e fantasias                                  | 12 | [ 14 ]     |
| 2019 | Mestre-sala e Porta-bandeira (Vinícius Antunes e Jéssica Ferreira) | 13 | [ 15 ]     |
| 2020 | Ala de baianas                                                     | 14 | [ 16 ]     |
| 2022 | Conjunto de alegorias e fantasias                                  | 15 | [ 17 ]     |
| 2022 | Ala de baianas                                                     | 16 | [ 17 ]     |
| 2023 | Mestre-sala e Porta-bandeira (Vinícius Antunes e Jéssica Ferreira) | 17 | [ 18 ]     |
| 2024 | Desfile do ano                                                     | 18 | [ 19 ]     |
| 2024 | Conjunto de alegorias e fantasias                                  | 19 | [ 19 ]     |
| 2024 | Ala de baianas                                                     | 20 | [ 19 ]     |

## Fala Galera Carna Insta
Fala Galera Carna Insta é um prêmio concedido desde 2022 pelo site carnainsta junto com o canal Fala Galera às escolas de samba da primeira e da segunda divisão do carnaval carioca.
| Ano  | Categoria premiada                                                 | C | Referência |
| ---- | ------------------------------------------------------------------ | - | ---------- |
| 2022 | Ala de passistas                                                   | 1 | [ 20 ]     |
| 2023 | Mestre-sala e Porta-bandeira (Vinícius Antunes e Jéssica Ferreira) | 2 | [ 21 ]     |
| 2023 | Ala de passistas                                                   | 3 | [ 21 ]     |
| 2024 | Melhor escola                                                      | 4 | [ 22 ]     |
| 2024 | Samba-enredo ("O Redentor do Sertão")                              | 5 | [ 22 ]     |
| 2024 | Evolução                                                           | 6 | [ 22 ]     |
| 2024 | Harmonia                                                           | 7 | [ 22 ]     |
| 2024 | Ala de passistas                                                   | 8 | [ 22 ]     |

## Feras da Sapucaí
Feras da Sapucaí é um prêmio concedido desde 2022 pela revista Feras do Carnaval às escolas de samba da primeira e da segunda divisão do carnaval carioca.
| Ano  | Categoria premiada              | C | Referência |
| ---- | ------------------------------- | - | ---------- |
| 2022 | Ala de passistas                | 1 | [ 23 ]     |
| 2023 | Intérprete (Bruno Ribas)        | 2 | [ 24 ]     |
| 2023 | Passista de ouro (Yuri Nicolau) | 3 | [ 24 ]     |
| 2024 | Melhor escola                   | 4 | [ 25 ]     |
| 2024 | Intérprete (Bruno Ribas)        | 5 | [ 25 ]     |
| 2024 | Ala de passistas                | 6 | [ 25 ]     |
| 2024 | Fantasia                        | 7 | [ 25 ]     |

## Gato de Prata
Troféu Gato de Prata é um prêmio idealizado e concedido pelo cantor, compositor e jornalista Tico do Gato à primeira e segunda divisões do carnaval carioca. Sua primeira edição foi realizada em 2010. A escolha dos contemplados é feita por jornalistas, comentaristas, radialistas e fotógrafos que fazem a cobertura dos desfiles das escolas de samba.
| Ano  | Categoria premiada                                                 | C  | Referência |
| ---- | ------------------------------------------------------------------ | -- | ---------- |
| 2011 | Melhor escola                                                      | 1  | [ 27 ]     |
| 2014 | Melhor escola                                                      | 2  | [ 28 ]     |
| 2015 | Melhor escola                                                      | 3  | [ 29 ]     |
| 2015 | Bateria                                                            | 4  | [ 29 ]     |
| 2015 | Rainha de bateria (Ana Paula Evangelista)                          | 5  | [ 29 ]     |
| 2016 | Melhor escola                                                      | 6  | [ 30 ]     |
| 2016 | Bateria                                                            | 7  | [ 30 ]     |
| 2017 | Melhor escola                                                      | 8  | [ 31 ]     |
| 2017 | Comissão de frente                                                 | 9  | [ 31 ]     |
| 2017 | Homenagem Especial: Vinícius Antunes e Jéssica Ferreira            | 10 | [ 31 ]     |
| 2018 | Ala de passistas                                                   | 11 | [ 32 ]     |
| 2018 | Velha guarda                                                       | 12 | [ 32 ]     |
| 2018 | Rainha de bateria (Alice Alves)                                    | 13 | [ 32 ]     |
| 2019 | Velha guarda                                                       | 14 | [ 33 ]     |
| 2020 | Mestre-sala e Porta-bandeira (Vinícius Antunes e Jéssica Ferreira) | 15 | [ 34 ]     |
| 2022 | Ala de passistas                                                   | 16 | [ 35 ]     |
| 2023 | Melhor escola                                                      | 17 | [ 36 ]     |
| 2023 | Bateria                                                            | 18 | [ 36 ]     |
| 2024 | Melhor escola                                                      | 19 | [ 37 ]     |
| 2024 | Bateria                                                            | 20 | [ 37 ]     |
| 2024 | Intérprete (Bruno Ribas)                                           | 21 | [ 37 ]     |
| 2024 | Direção de carnaval (Lara Mara e Cícero Costa)                     | 22 | [ 37 ]     |
| 2024 | Harmonia                                                           | 23 | [ 37 ]     |

## Machine - Bastidores do Carnaval Carioca
O Prêmio Machine - Bastidores do Carnaval Carioca é uma premiação idealizada por Cátia Calixto, com coordenação de Denise Pinto Pereira e Elizabeth Rodrigues, concedida aos profissionais técnicos que atuam no Sambódromo da Marquês de Sapucaí. O prêmio foi criado em homenagem à José Carlos Farias Caetano ("Machine"), conhecido como Síndico da Passarela. Sua primeira edição foi realizada em 2016. A escolha dos contemplados é feita pelos coordenadores do prêmio e pelo júri técnico formado por personalidades ligadas ao samba e ao carnaval.
| Ano  | Categoria premiada                            | Referência |
| ---- | --------------------------------------------- | ---------- |
| 2016 | Diretora de harmonia (Renata Cristina)        | [ 39 ]     |
| 2017 | Ala de baianas                                | [ 40 ]     |
| 2022 | Coreógrafo de comissão de frente (David Lima) | [ 41 ]     |
| 2022 | Passista (Sá Morena)                          | [ 41 ]     |

## Passista Samba no Pé
O Prêmio Passista Samba no Pé é destinado exclusivamente ao segmento de passistas do carnaval do Rio de Janeiro, sendo oferecido pelo portal Passista Samba no Pé. Contempla a primeira e segunda divisão do carnaval. Sua primeira edição foi realizada em 2016. A escolha dos contemplados é realizada pelos coordenadores do prêmio.
| Ano  | Categoria premiada                    | Referência    |
| ---- | ------------------------------------- | ------------- |
| 2016 | Passista masculino (Brener Belisário) | [ 42 ] [ 43 ] |
| 2019 | Passista feminino (Dedê Marinho)      | [ 44 ]        |
| 2020 | Ala de passistas                      | [ 45 ]        |

## Plumas & Paetês Cultural
O Prêmio Plumas & Paetês Cultural é uma premiação concedida desde 2005 à técnicos e profissionais que trabalham nos bastidores do carnaval carioca.
| Ano  | Categoria                                     | Premiado(a) | C  | Referência |
| ---- | --------------------------------------------- | --- | -- | ---------- |
| 2008 | Carnavalesco                                  | Edson Pereira | 1  | [ 47 ]     |
| 2008 | Coreógrafo                                    | Carlos Motta | 2  | [ 47 ]     |
| 2008 | Destaque                                      | Alexandre Coutinho                                                                                                   | 3  | [ 47 ]     |
| 2009 | Carnavalescos                                 | Guilherme Alexandre e Edward Moraes                                                                                  | 4  | [ 48 ]     |
| 2009 | Diretor de carnaval                           | Cícero Costa | 5  | [ 48 ]     |
| 2009 | Coreógrafo                                    | Carlos Motta | 6  | [ 48 ]     |
| 2009 | Destaque                                      | Alexandre Coutinho                                                                                                   | 7  | [ 48 ]     |
| 2010 | Carpinteiro                                   | Robson Soares Vieira                                                                                                 | 8  | [ 49 ]     |
| 2010 | Escultor                                      | Charles Fernandes Rocha                                                                                              | 9  | [ 49 ]     |
| 2010 | Ferreiro                                      | Adilson Silva | 10 | [ 49 ]     |
| 2011 | Carnavalesco                                  | Fábio Santos | 11 | [ 50 ]     |
| 2011 | Aderecista                                    | Vagner | 12 | [ 50 ]     |
| 2011 | Escultor                                      | Jorge Gabriel | 13 | [ 50 ]     |
| 2012 | Costureira                                    | Reyla Ravache | 14 | [ 51 ]     |
| 2012 | Ferreiro                                      | Tuninho 70 | 15 | [ 51 ]     |
| 2013 | Artesão                                       | Ronaldo Moraes | 16 | [ 52 ]     |
| 2013 | Gestor de ateliê                              | Leandro Santos e Leonardo Leonel                                                                                     | 17 | [ 52 ]     |
| 2014 | Desenhista                                    | Edson Pereira | 18 | [ 53 ]     |
| 2014 | Aderecistas                                   | Equipe de aderecistas da escola                                                                                      | 19 | [ 53 ]     |
| 2014 | Carpinteiro                                   | Sebastião | 20 | [ 53 ]     |
| 2014 | Escultor                                      | Marlon | 21 | [ 53 ]     |
| 2014 | Pintor                                        | Marlon | 22 | [ 53 ]     |
| 2015 | Carnavalesco                                  | Edson Pereira | 23 | [ 54 ]     |
| 2015 | Aderecista                                    | Ronny Moraes | 24 | [ 54 ]     |
| 2015 | Costureira                                    | Meire Ely | 25 | [ 54 ]     |
| 2015 | Maquiadora artística                          | Ivete Dibó | 26 | [ 54 ]     |
| 2016 | Costureiro                                    | Luciano Costa | 27 | [ 55 ]     |
| 2017 | Carnavalesco                                  | Edson Pereira | 28 | [ 56 ]     |
| 2017 | Aderecista                                    | Ronny Moraes | 29 | [ 56 ]     |
| 2017 | Artesão / Escultor                            | Wendel Azevedo | 30 | [ 56 ]     |
| 2017 | Costureira                                    | Daylze Lopes | 31 | [ 56 ]     |
| 2017 | Maquiador artístico                           | Claudio Pessoa | 32 | [ 56 ]     |
| 2018 | Artesão / Escultor                            | Ismael Vieira e equipe                                                                                               | 33 | [ 57 ]     |
| 2018 | Figurinista                                   | João Vitor Araújo | 34 | [ 57 ]     |
| 2018 | Pintor artístico                              | Ismael Vieira | 35 | [ 57 ]     |
| 2018 | Iluminador                                    | Rogerio Kennidy e Sérgio                                                                                             | 36 | [ 57 ]     |
| 2020 | Figurinista                                   | Fábio Ricardo | 37 | [ 58 ]     |
| 2020 | Maquiador artístico                           | Guilherme Camilo | 38 | [ 58 ]     |
| 2022 | Diretor de passistas                          | George Louzada | 39 | [ 59 ]     |
| 2022 | Figurinista                                   | Edson Pereira | 40 | [ 60 ]     |
| 2022 | Maquiador artístico                           | Guilherme Camilo | 41 | [ 60 ]     |
| 2022 | Passista feminina                             | Luanda Araújo | 42 | [ 60 ]     |
| 2022 | Passista masculino                            | Rômulo Tizi | 43 | [ 60 ]     |
| 2022 | Pintor de arte                                | Cássio Murilo | 44 | [ 60 ]     |
| 2023 | Aderecista de alegorias                       | Anderson Fulgêncio, Cássio Carvalho e Eduardo                                                                        | 45 | [ 61 ]     |
| 2023 | Carnavalescos                                 | Edson Pereira e Wagner Gonçalves                                                                                     | 46 | [ 61 ]     |
| 2023 | Costureira                                    | Sheila Martorelli | 47 | [ 61 ]     |
| 2023 | Estilista                                     | Ateliê Aquarela Carioca                                                                                              | 48 | [ 61 ]     |
| 2023 | Figurinista                                   | Bruno Oliveira | 49 | [ 61 ]     |
| 2024 | Carnavalescos                                 | Edson Pereira e Lucas Milato                                                                                         | 50 | [ 62 ]     |
| 2024 | Compositores                                  | Cláudio Russo, Thiago Vaz, Richard Valença, W. Correa, Orlando Ambrósio, Miguel Dibo, Lico Monteiro e Cabeça do Ajax | 51 | [ 62 ]     |
| 2024 | Coreógrafo da comissão de frente              | David Lima | 52 | [ 62 ]     |
| 2024 | Costureira                                    | Eliana dos Santos | 53 | [ 62 ]     |
| 2024 | Diretor de carnaval                           | Cícero Costa e Lara Mara                                                                                             | 54 | [ 62 ]     |
| 2024 | Diretor de harmonia                           | Marcelo Marques | 55 | [ 62 ]     |
| 2024 | Escultor de espuma                            | Roberto Martins | 56 | [ 62 ]     |
| 2024 | Figurinista                                   | Lucas Milato | 57 | [ 62 ]     |
| 2024 | Pintor artístico                              | Cássio Murilo | 58 | [ 62 ]     |
| 2025 | Aderecista de Alegorias                       | Anderson Fulgêncio, Ronny Moraes e Tulio Neves                                                                       | 59 | [ 63 ]     |
| 2025 | Figurinista                                   | Alexandre Louzada e Lucas Milato                                                                                     | 60 | [ 63 ]     |
| 2025 | Gestor de Ateliê                              | Anderson Alves, Edmo Cabral e Ronaldo Morais                                                                         | 61 | [ 63 ]     |
| 2025 | Segundo Casal de mestre-sala e Porta-bandeira | Emerson Faustino e Joana Falcão                                                                                      | 62 | [ 63 ]     |

## Prêmio 100% Carnaval
100% Carnaval é um prêmio virtual concedido desde 2019 às escolas de samba da primeira e da segunda divisão do carnaval carioca.
| Ano  | Categoria premiada                          | C | Referência |
| ---- | ------------------------------------------- | - | ---------- |
| 2019 | Bateria                                     | 1 | [ 64 ]     |
| 2019 | Porta-bandeira (Jéssica Ferreira)           | 2 | [ 64 ]     |
| 2020 | Bateria                                     | 3 | [ 65 ]     |
| 2020 | Conjunto de alegorias                       | 4 | [ 65 ]     |
| 2024 | Melhor escola                               | 5 | [ 66 ]     |
| 2024 | Ala de passistas                            | 6 | [ 66 ]     |
| 2024 | Conjunto de fantasias                       | 7 | [ 66 ]     |
| 2024 | Carnavalesco (Edson Pereira e Lucas Milato) | 8 | [ 66 ]     |
| 2025 | Revelação (Lucas Milato)                    | 9 | [ 67 ]     |

## Prêmio Destaques do Ano
O Prêmio Destaques do Ano é oferecido desde 2020 pelo site Carnavalesco a escolas de samba e personalidades do carnaval que se destacaram em cada ano.
| Ano  | Categoria                  | Premiado(a)                | C | Referência |
| ---- | -------------------------- | -------------------------- | - | ---------- |
| 2024 | Escola do ano (Série Ouro) | Escola do ano (Série Ouro) | 1 | [ 68 ]     |

## Resenha dos Sambistas
Resenha dos Sambistas é uma premiação criada em 2024, idealizada pelos diretores de carnaval Junior Escafura e Dudu Azevedo. Os premiados são indicados por diretores de carnaval e representantes dos segmentos de cada escola. Os três indicados de cada categoria recebem placas de primeiro, segundo e terceiro lugar.
| Ano  | Categorias premiadas | Outras indicações                                                         | Referência |
| ---- | -------------------- | ------------------------------------------------------------------------- | ---------- |
| 2025 | -                    | - Ala de Baianas (segundo lugar) - Assessoria de Imprensa (segundo lugar) | [ 70 ]     |

## S@mba-Net
O Prêmio S@mba-Net é uma premiação concedida às escolas de samba da primeira, segunda e terceira divisões do carnaval do Rio de Janeiro. Foi idealizado pelo carnavalesco Luiz Fernando Reis e criado em 1999, ano de sua primeira edição. Os premiados são escolhidos por jornalistas que fazem a cobertura dos desfiles e pelos coordenadores do prêmio.
| Ano  | Categoria premiada                                                                     | C  | Referência    |
| ---- | -------------------------------------------------------------------------------------- | -- | ------------- |
| 2006 | Melhor desfile                                                                         | 1  | [ 74 ] [ 75 ] |
| 2007 | Ala de passistas                                                                       | 2  | [ 76 ] [ 77 ] |
| 2008 | Melhor desfile                                                                         | 3  | [ 78 ] [ 79 ] |
| 2008 | Samba-enredo ("No Reino das Águas de Olokum")                                          | 4  | [ 78 ] [ 79 ] |
| 2008 | Ala de baianas                                                                         | 5  | [ 78 ] [ 79 ] |
| 2008 | Alegoria ("Reino de Ifé")                                                              | 6  | [ 78 ] [ 79 ] |
| 2008 | Conjunto alegórico                                                                     | 7  | [ 78 ] [ 79 ] |
| 2008 | Conjunto de fantasias                                                                  | 8  | [ 78 ] [ 79 ] |
| 2008 | Destaque de luxo (Alexandre Coutinho - alegoria 4)                                     | 9  | [ 78 ] [ 79 ] |
| 2009 | Melhor desfile                                                                         | 10 | [ 80 ] [ 81 ] |
| 2009 | Alegoria ("O Vinho na Idade Média")                                                    | 11 | [ 80 ] [ 81 ] |
| 2009 | Conjunto alegórico                                                                     | 12 | [ 80 ] [ 81 ] |
| 2009 | Conjunto de fantasias                                                                  | 13 | [ 80 ] [ 81 ] |
| 2009 | Destaque de luxo (Luís Cavalcanti - Carro abre-alas)                                   | 14 | [ 80 ] [ 81 ] |
| 2010 | Alegoria ("Nas Graças de São Jorge - Ogunhê Patacoriô Ogunhê, Lá Vai a Nave da Folia") | 15 | [ 82 ] [ 83 ] |
| 2011 | Conjunto de fantasias                                                                  | 16 | [ 84 ] [ 85 ] |
| 2012 | Intérprete (Igor Vianna)                                                               | 17 | [ 86 ] [ 87 ] |
| 2012 | Ala de passistas                                                                       | 18 | [ 86 ] [ 87 ] |
| 2012 | Velha guarda                                                                           | 19 | [ 86 ] [ 87 ] |
| 2013 | Conjunto alegórico                                                                     | 20 | [ 88 ]        |
| 2013 | Ala de crianças                                                                        | 21 | [ 88 ]        |
| 2014 | Mestre-sala e Porta-bandeira (Vinícius Antunes e Jéssica Ferreira)                     | 22 | [ 89 ]        |
| 2014 | Conjunto alegórico                                                                     | 23 | [ 89 ]        |
| 2014 | Alegoria ("O que é que é? – A Grande Charada da Infância")                             | 24 | [ 89 ]        |
| 2015 | Melhor escola                                                                          | 25 | [ 90 ]        |
| 2015 | Ala de crianças                                                                        | 26 | [ 90 ]        |
| 2015 | Alegoria ("Sertões do Mundo e da Alma")                                                | 27 | [ 90 ]        |
| 2015 | Conjunto alegórico                                                                     | 28 | [ 90 ]        |
| 2016 | Melhor escola                                                                          | 29 | [ 91 ]        |
| 2016 | Alegoria ("Terra à Vi$$$$ta!")                                                         | 30 | [ 91 ]        |
| 2016 | Velha guarda                                                                           | 31 | [ 91 ]        |
| 2016 | Ala de crianças                                                                        | 32 | [ 91 ]        |
| 2017 | Melhor escola                                                                          | 33 | [ 92 ]        |
| 2017 | Alegoria ("Orunmilá, o Sopro da Criação")                                              | 34 | [ 92 ]        |
| 2017 | Conjunto alegórico                                                                     | 35 | [ 92 ]        |
| 2018 | Samba-enredo ("O Eldorado Submerso: Delírio Tupi-Parintintin")                         | 36 | [ 93 ]        |
| 2018 | Conjunto de fantasias                                                                  | 37 | [ 93 ]        |
| 2019 | Velha guarda                                                                           | 38 | [ 94 ]        |
| 2020 | Enredo ("Ginga")                                                                       | 39 | [ 95 ]        |
| 2020 | Intérprete (Diego Nicolau)                                                             | 40 | [ 95 ]        |
| 2020 | Ala de passistas                                                                       | 41 | [ 95 ]        |
| 2022 | Alegoria ("A Grande Árvore Sagrada - Orixá-Árvore, Árvore-Orixá")                      | 42 | [ 96 ]        |
| 2022 | Conjunto de fantasias                                                                  | 43 | [ 96 ]        |
| 2022 | Velha guarda                                                                           | 44 | [ 96 ]        |
| 2023 | Mestre-sala e Porta-bandeira (Vinícius Antunes e Jéssica Ferreira)                     | 45 | [ 97 ]        |
| 2023 | Enredo ("Baião de Mouros")                                                             | 46 | [ 97 ]        |
| 2023 | Ala de passistas                                                                       | 47 | [ 97 ]        |
| 2024 | Melhor escola                                                                          | 48 | [ 98 ]        |
| 2024 | Ala de baianas                                                                         | 49 | [ 98 ]        |
| 2024 | Ala de passistas                                                                       | 50 | [ 98 ]        |

## SRzd Carnaval
O Prêmio SRzd Carnaval é uma premiação organizada e concedida pelo site SRzd à primeira, segunda e terceira divisões do carnaval carioca. De 2008 a 2011 foi realizado como "Estrela do Carnaval". A partir de 2012, passou a se chamar SRzd Carnaval. Os premiados são escolhidos por jornalistas que fazem a cobertura dos desfiles das escolas de samba.
| Ano  | Categoria premiada                                                 | C  | Referência |
| ---- | ------------------------------------------------------------------ | -- | ---------- |
| 2014 | Conjunto alegórico                                                 | 1  | [ 100 ]    |
| 2015 | Melhor escola                                                      | 2  | [ 101 ]    |
| 2015 | Carnavalesco (Edson Pereira)                                       | 3  | [ 101 ]    |
| 2015 | Intérprete (Marquinho Art'Samba)                                   | 4  | [ 101 ]    |
| 2015 | Campeã dos leitores                                                | 5  | [ 101 ]    |
| 2016 | Melhor escola                                                      | 6  | [ 102 ]    |
| 2016 | Mestre-sala e Porta-bandeira (Vinícius Antunes e Jéssica Ferreira) | 7  | [ 102 ]    |
| 2016 | Campeã dos leitores                                                | 8  | [ 103 ]    |
| 2017 | Melhor escola                                                      | 9  | [ 104 ]    |
| 2017 | Campeã dos leitores                                                | 10 | [ 105 ]    |
| 2018 | Melhor escola                                                      | 11 | [ 106 ]    |
| 2019 | Ala de passistas                                                   | 12 | [ 107 ]    |
| 2020 | Carnavalesco (Fábio Ricardo)                                       | 13 | [ 108 ]    |
| 2020 | Intérprete (Diego Nicolau)                                         | 14 | [ 108 ]    |
| 2022 | Ala de baianas                                                     | 15 | [ 109 ]    |
| 2024 | Melhor escola                                                      | 16 | [ 110 ]    |
| 2024 | Ala de passistas                                                   | 17 | [ 110 ]    |

## Troféu Bateria
O Troféu Bateria é concedido por especialistas no assunto, desde 2016, às escolas de samba da primeira e da segunda divisão do carnaval carioca.
| Ano  | Categoria premiada       | C | Referência |
| ---- | ------------------------ | - | ---------- |
| 2025 | Revelação (Mestre Dinho) | 1 | [ 111 ]    |

## Troféu Explosão in Samba
O Troféu Explosão in Samba é concedido pela Revista Explosão in Samba desde 2017 às escolas de samba da primeira e da segunda divisão do carnaval carioca.
| Ano  | Categoria premiada                    | C | Referência |
| ---- | ------------------------------------- | - | ---------- |
| 2018 | Melhor escola                         | 1 | [ 112 ]    |
| 2018 | Destaque do ritmo (Mestre Dinho)      | 2 | [ 112 ]    |
| 2020 | Bateria                               | 3 | [ 113 ]    |
| 2022 | Conjunto de alegorias                 | 4 | [ 114 ]    |
| 2023 | Comissão de Frente                    | 5 | [ 115 ]    |
| 2024 | Melhor escola                         | 6 | [ 116 ]    |
| 2024 | Samba-enredo ("O Redentor do Sertão") | 7 | [ 116 ]    |
| 2024 | Harmonia                              | 8 | [ 116 ]    |
| 2024 | Conjunto de alegorias                 | 9 | [ 116 ]    |

## Troféu Sambario
O Troféu Sambario é um prêmio virtual concedido pelo site especializado Sambario desde 2009 às escolas de samba dos grupos Especial e de acesso. Entre 2013 e 2017, não foi realizado, retornando com a edição de 2018. Os vencedores são escolhidos através de votação interna feita entre a equipe do site Sambario, com jornalistas e integrantes de outros veículos convidados.
| Ano  | Categoria premiada                                             | C | Referência |
| ---- | -------------------------------------------------------------- | - | ---------- |
| 2018 | Melhor escola                                                  | 1 | [ 117 ]    |
| 2018 | Samba-enredo ("O Eldorado Submerso: Delírio Tupi-Parintintin") | 2 | [ 117 ]    |
| 2024 | Melhor escola                                                  | 3 | [ 118 ]    |
| 2025 | Revelação (Lucas Milato)                                       | 4 | [ 119 ]    |

## Troféu Tupi Carnaval Total
O Troféu Tupi Carnaval Total é um prêmio concedido pela Super Rádio Tupi, desde 2010, às escolas de samba da primeira e segunda divisão do carnaval. Os premiados são escolhidos por jornalistas, comentaristas e repórteres que cobrem o carnaval pela Rádio Tupi. Entre 2016 e 2019 o prêmio não foi entregue, retornando com a edição de 2020.
| Ano  | Categoria premiada    | C | Referência |
| ---- | --------------------- | - | ---------- |
| 2022 | Conjunto de fantasias | 1 | [ 120 ]    |
| 2024 | Melhor escola         | 2 | [ 121 ]    |

## Prêmios extintos

### Gazeta do Rio
O Prêmio Gazeta do Rio foi concedido em 2022 pelo site Gazeta do Rio às escolas de samba do carnaval carioca. Os premiados foram escolhidos por jornalistas especializados, foliões e parceiros do site.
| Ano  | Categoria premiada                       | Referência |
| ---- | ---------------------------------------- | ---------- |
| 2022 | Samba-enredo ("Iroko - É Tempo de Xirê") | [ 122 ]    |

### OSK do Samba
Óscar do Samba foi um prêmio concedido entre 2004 e 2006, que retornou em 2013 com o nome de OSK do Samba, sendo concedido até 2016. Foi idealizado por Ronaldo Cascão e Moisés Santiago. Contemplava todas as divisões do carnaval carioca. Os premiados eram escolhidos por um corpo de jurados que assistiam os desfiles no Sambódromo e na Intendente Magalhães.
| Ano  | Categoria premiada                                                 | C | Referência      |
| ---- | ------------------------------------------------------------------ | - | --------------- |
| 2015 | Melhor escola                                                      | 1 | [ 124 ] [ 125 ] |
| 2015 | Velha guarda                                                       | 2 | [ 124 ] [ 125 ] |
| 2016 | Enredo ("O Quinto dos Infernos")                                   | 3 | [ 126 ]         |
| 2016 | Mestre-sala e Porta-bandeira (Vinícius Antunes e Jéssica Ferreira) | 4 | [ 126 ]         |
| 2016 | Ala de baianas                                                     | 5 | [ 126 ]         |

### Prêmio Ziriguidum
O Prêmio Ziriguidim foi concedido entre 2014 e 2017 pelo site Ziriguidum às escolas de samba do carnaval carioca.
| Ano  | Categoria premiada    | C | Referência      |
| ---- | --------------------- | - | --------------- |
| 2014 | Conjunto de alegorias | 1 | [ 127 ] [ 128 ] |
| 2014 | Conjunto de fantasias | 2 | [ 127 ] [ 128 ] |

### Samba é Nosso
O Prêmio Samba é Nosso foi uma premiação concedida entre 2011 e 2015 às escolas de samba dos grupos de acesso. Era organizada pela Associação Cultural O Samba é Nosso.
| Ano  | Categoria premiada                                           | Referência |
| ---- | ------------------------------------------------------------ | ---------- |
| 2015 | Samba-enredo ("O Cavaleiro Armorial Mandacariza o Carnaval") | [ 129 ]    |

### Troféu Apoteose
Troféu Apoteose foi um prêmio concedido pelo Programa Cidade do Samba, do radialista João Estevam, entre 2004 e 2014 à primeira, segunda e terceira divisões do carnaval do Rio de Janeiro.
| Ano  | Categoria premiada | C | Referência |
| ---- | ------------------ | - | ---------- |
| 2014 | Ala de baianas     | 1 | [ 130 ]    |
| 2014 | Conjunto plástico  | 2 | [ 130 ]    |

### Troféu Jorge Lafond
Troféu Jorge Lafond foi um prêmio concedido entre 2004 e 2016 pela escola de samba Acadêmicos do Cubango às agremiações dos grupos de acesso. O prêmio foi criado em homenagem ao ator Jorge Lafond.
| Ano  | Categoria premiada                                           | C  | Referência      |
| ---- | ------------------------------------------------------------ | -- | --------------- |
| 2005 | Melhor escola                                                | 1  | [ 132 ]         |
| 2005 | Mestre-sala (Jéferson Nascimento)                            | 2  | [ 132 ]         |
| 2006 | Melhor escola                                                | 3  | [ 133 ]         |
| 2006 | Melhor comunicação com o público                             | 4  | [ 133 ]         |
| 2006 | Porta-bandeira (Hélida Roberta)                              | 5  | [ 133 ]         |
| 2006 | Comissão de frente                                           | 6  | [ 133 ]         |
| 2006 | Ala de baianas                                               | 7  | [ 133 ]         |
| 2006 | Rainha de bateria (Karina Costa)                             | 8  | [ 133 ]         |
| 2007 | Rainha de bateria (Karina Costa)                             | 9  | [ 134 ] [ 135 ] |
| 2008 | Bateria                                                      | 10 | [ 136 ]         |
| 2008 | Intérprete (Edson Carvalho)                                  | 11 | [ 136 ]         |
| 2008 | Comissão de frente                                           | 12 | [ 136 ]         |
| 2009 | Melhor escola                                                | 13 | [ 137 ] [ 138 ] |
| 2009 | Ala de baianas                                               | 14 | [ 137 ] [ 138 ] |
| 2009 | Velha guarda                                                 | 15 | [ 137 ] [ 138 ] |
| 2010 | Velha guarda                                                 | 16 | [ 139 ]         |
| 2011 | Velha guarda                                                 | 17 | [ 140 ] [ 141 ] |
| 2012 | Ala de passistas                                             | 18 | [ 142 ]         |
| 2012 | Velha guarda                                                 | 19 | [ 142 ]         |
| 2013 | Ala de crianças                                              | 20 | [ 143 ]         |
| 2014 | Enredo ("Decifra-me ou Te Devoro: Enigmas - Chaves da Vida") | 21 | [ 144 ] [ 145 ] |
| 2014 | Carnavalesco (Edson Pereira)                                 | 22 | [ 144 ] [ 145 ] |
| 2014 | Ala ("Múmias - Guardiãs do Passado)                          | 23 | [ 144 ] [ 145 ] |
| 2015 | Melhor escola                                                | 24 | [ 146 ] [ 147 ] |
| 2015 | Carnavalesco (Edson Pereira)                                 | 25 | [ 146 ] [ 147 ] |
| 2015 | Ala de crianças                                              | 26 | [ 146 ] [ 147 ] |
| 2015 | Ala ("Retirantes Retornantes")                               | 27 | [ 146 ] [ 147 ] |
| 2016 | Carnavalesco (Edson Pereira)                                 | 28 | [ 148 ] [ 149 ] |
| 2016 | Velha guarda                                                 | 29 | [ 148 ] [ 149 ] |
| 2016 | Ala de crianças                                              | 30 | [ 148 ] [ 149 ] |

### Troféu Nota 10
Troféu Nota 10 é um prêmio concedido pelo Jornal Meia Hora às escolas de samba da segunda divisão do carnaval carioca. Sua primeira edição foi realizada em 2017. Os premiados são escolhidos por um júri formado por jornalistas e especialistas.
| Ano  | Categoria premiada         | Referência |
| ---- | -------------------------- | ---------- |
| 2017 | Comissão de frente         | [ 151 ]    |
| 2018 | Melhor escola              | [ 152 ]    |
| 2019 | Melhor escola              | [ 153 ]    |
| 2019 | Comissão de frente         | [ 153 ]    |
| 2019 | Intérprete (Pixulé)        | [ 153 ]    |
| 2020 | Comissão de frente         | [ 154 ]    |
| 2020 | Intérprete (Diego Nicolau) | [ 154 ]    |
| 2020 | Ala de baianas             | [ 154 ]    |

### Troféu Parangolé
Troféu Parangolé foi um prêmio concedido nos anos de 2007 e 2008 pela Secretaria Municipal de Cultura do Rio de Janeiro, às escolas de samba dos grupos de acesso A e B. A premiação teve o objetivo de premiar ações de arte presentes nos desfiles de carnaval. Os vencedores foram escolhidos por um júri formado por profissionais ligados às artes visuais.
| Ano  | Categoria premiada | Referência      |
| ---- | --- | --------------- |
| 2008 | Carnavalesco Edson Pereira (Pela coerência estética nas fantasias; diversidade de materiais e originalidade no enredo) | [ 156 ] [ 157 ] |

### Troféu Rádio Manchete
Troféu Rádio Manchete foi um prêmio concedido pela Rádio Manchete às escolas do grupos Especial, Acesso A e B. Os vencedores eram escolhidos por comentaristas e repórteres de Carnaval da Rádio Manchete AM.
| Ano  | Categoria premiada | Referência      |
| ---- | ------------------ | --------------- |
| 2009 | Melhor escola      | [ 158 ] [ 159 ] |

### Troféu Sambista
Troféu Sambista foi uma premiação concedida entre 2016 e 2018 pelo Jornal do Sambista às escolas de samba da primeira, segunda e terceira divisões do carnaval.
| Ano  | Categoria premiada                                             | C | Referência      |
| ---- | -------------------------------------------------------------- | - | --------------- |
| 2016 | Ala de crianças                                                | 1 | [ 160 ] [ 161 ] |
| 2016 | Harmonia                                                       | 2 | [ 160 ] [ 161 ] |
| 2017 | Melhor desfile                                                 | 3 | [ 162 ]         |
| 2017 | Samba-enredo ("Ossain - O Poder da Cura")                      | 4 | [ 162 ]         |
| 2017 | Destaque (Saulo Finelon)                                       | 5 | [ 162 ]         |
| 2017 | Deu show (Vinicius - mestre-sala)                              | 6 | [ 162 ]         |
| 2018 | Samba-enredo ("O Eldorado Submerso: Delírio Tupi-Parintintin") | 7 | [ 163 ]         |
| 2018 | Intérprete (Pixulé)                                            | 8 | [ 163 ]         |

### Troféu Vai Dar Samba
O Troféu Vai Dar Samba foi entregue em 2018, elegendo os melhores da primeira e segunda divisões do carnaval carioca. Foi oferecido pelo programa Vai Dar Samba, da Rádio 94 FM, sob responsabilidade do jornalista Miro Ribeiro.
| Ano  | Categoria premiada   | C | Referência |
| ---- | -------------------- | - | ---------- |
| 2018 | Melhor escola        | 1 | [ 164 ]    |
| 2018 | Alegorias e adereços | 2 | [ 164 ]    |
| 2018 | Fantasias            | 3 | [ 164 ]    |